# Station Pacholęta
Station Pacholęta is een spoorwegstation in de Poolse plaats Pacholęta.